# Недельський Микола Степанович
Микола Степанович Недельський (позивний «Дядя Коля»; нар. м. Новий Розділ, Львівська область) — український військовослужбовець, головний сержант 24 ОМБр Збройних сил України, учасник російсько-української війни. Кавалер ордена «За мужність» III ступеня (2018).

## Життєпис
Родом із м. Новий Розділ на Львівщині.
Учасник Революції гідності.
Від 2014 — на фронті. У складі батальйону «Айдар» звичайним солдатом брав участь у звільненні Щастя, боях на Луганському напрямку. У 2015 році пройшов навчання на командира бойової машини піхоти, отримав звання сержанта, став командиром відділення. У 2017 році під час виконання бойового завдання під Новолуганським був важко поранений. За кілька місяців повернувся на передову.
Під час повномасштабного російського вторгнення в Україну 2022 року особисто знищив два російських танки та БМД.

## Нагороди
- орден «За мужність» III ступеня (26 лютого 2018) — за особисту мужність і самовіддані дії, виявлені у захисті державного суверенітету та територіальної цілісності України, зразкове виконання військового обов'язку[3];
- медаль «За військову службу Україні» (17 серпня 2022) — за особисту мужність і самовіддані дії, виявлені у захисті державного суверенітету та територіальної цілісності України, вірність військовій присязі[4].